# Seleen-79
Seleen-79 of 79Se is een radioactieve isotoop van seleen, een niet-metaal. De isotoop komt van nature niet op Aarde voor. Het is een van de langlevende nucliden die aanwezig zijn in nucleair afval, naast onder andere technetium-99, tin-126, jodium-129 en cesium-135.
Seleen-79 ontstaat onder meer bij het radioactief verval van arseen-79.

## Radioactief verval
Seleen-79 vervalt door β−-verval tot de stabiele isotoop broom-79:
{\displaystyle {\ce {{^{79}_{34}Se}->{^{79}_{35}Br}+{e^{-}}+{\bar {\nu }}_{e}}}}
De halveringstijd van het nuclide is lange tijd bron van wetenschappelijke discussie geweest. Waarden tussen 65.000 en 1,13 miljoen jaar zijn aangedragen. Een studie uit 2010 heeft een waarde van 327.000 jaar uitgewezen.
64Se · 65Se · 66Se · 67Se · 68Se · 69Se · 69m1Se · 69m2Se · 70Se · 71Se · 71m1Se · 71m2Se · 72Se · 73Se · 73mSe · 74Se · 75Se · 76Se · 77Se · 77mSe · 78Se · 79Se · 79mSe · 80Se · 81Se · 81mSe · 82Se · 83Se · 83mSe · 84Se · 85Se · 86Se · 87Se · 88Se · 89Se · 90Se · 91Se · 92Se · 93Se · 94Se · 95Se